# Museu del Tractor
El Museu del Tractor és una col·lecció privada de tractors i màquines de camp a Santpedor, accessible al públic, considerat om un equipament privat d'ús cultural. Conté tant maquinari real com a maquetes funcionals. Situat a les antigues naus industrials d'una foneria al Carrer Tarragona, un local que el 2009 es trobava en mal estat. És un museu particular.
El museu té una exposició permanent i un magatzem que sumen més d'un centenar de peces. Albert Torras i Pey va començar la col·lecció el 1975 i la va obrir al públic el 2000. A més d'una quinzena de tractors restaurats i funcionals, s'hi troben altres eines que il·lustren la mecanització de l'agricultura al llarg del segle xx, des dels inicis, quan només hi havia eines tibades per cavalls. La col·lecció destaca per la quantitat de peces exposades i el seu nivell de restauració.
La col·lecció es pot visitar en demanar hora.